# Meria (Georgia)
Meria (en georgiano: მერია) es un pueblo de Georgia ubicado en el oeste de la región de Guria, siendo parte del municipio de Ozurgueti.

## Geografía
Meria se encuentra en la orilla derecha del río Natanebi, a 13 km de Ozurgueti.

## Historia
El antiguo nombre del pueblo es Gogoreti (en georgiano: გოგორეთი) y era uno de los puntos importantes en Guria para comprar esclavos. La Iglesia de la Virgen María de Gogoreti data del siglo XVII y en 1841 tuvo lugar aquí la batalla de Gogoreti.
En los años 20 del siglo XX el pueblo ya estaba densamente poblado. En 1928, la mayoría de la población rural se había asentado en la llanura, es decir, en la zona conocida como Meria. Pronto la población de Meria superó la población del asentamiento original, Gogoreti, y el centro del pueblo se trasladó a Meria. En la década de 1960 se organizó un aeródromo militar y en 1962-1964 se completaron los vuelos civiles diarios Majaradze-Tiflis. El 21 de mayo de 1995 se realizó el vuelo Ozurgueti-Moscú. Actualmente, en el territorio del aeropuerto se localiza el vertedero del municipio de Ozurgueti.

## Demografía
La evolución demográfica de Meria entre 1908 y 2014 fue la siguiente:
| 909                                             | 1814 | 1494 |
| (Fuente: Population of Georgia in Soviet times) |      |      |

Según el censo de 2014, los georgianos constituían el 98,9% de la población y los armenios, el 0,9%.

## Infraestructura

### Educación
Hay una escuela pública y una biblioteca en el pueblo.

### Transporte
Hay una estación de tren en el pueblo en la línea Natanebi-Ozurgueti, que sirve a siete pueblos, y la carretera Ozurgueti-Ureki la atraviesa. 